# Quick Gun Murugun
Pour plus de détails, voir Fiche technique et Distribution.
Quick Gun Murugun est un film indien de l'année 2009 réalisé par Shashanka Ghosh et écrit par Rajesh Devraj. C'est une comédie composée de chansons, de mélodrames et de scènes d'action incluant des duels de cow boys.
Le film est basé sur le personnage de Murugun, créé en 1994 pour la promotion de la chaîne musicale indienne Channel V créée cette année là. Le personnage, connu pour ses phrases cultes comme Mind It et We Are Like This Only, est incarné dans le film par la star Telugu Rajendra Prasad.

## Synopsis
Quick Gun Murugun est un superhéros peu chanceux, un cow-boy tamoul originaire de l'Inde du Sud dont le devoir est de protéger le monde contre Rice Plate Reddy (en français : Assiette de riz saignante), le propriétaire de la chaîne de restaurants Mac Dosa qui commercialise de la junk food avec de la viande !
Murugan est un cow-boy végétarien : il doit faire quelque chose de bien pour le monde et pense le végétarisme est la solution. Ce combat va le faire voyager à travers l'espace et le temps.
Le film tourne également autour des aventures de Quick Gun Murugun, de son futur amour Mango Dolly et de l'amant Locket Lover.

## Fiche technique
- Titre original : Quick Gun Murugun
- Réalisation : Shashanka Ghosh
- Scénario : Rajesh Devraj
- Direction artistique : Rakesh Morchhale
- Décors : Meenal Agarwal
- Photographie : R. A. Krishna
- Montage : Rabiranjan Maitra
- Musique : Sagar Desai et Raghu Dixit
- Production : Phat Phish Motion Pictures
- Distribution : Fox Star Pictures
- Pays d'origine : Inde
- Langue : Anglais, Tamoul
- Format : Couleurs - 35 mm - 2,35:1 - Dolby Digital
- Genre :
- Durée : 97 minutes
- Date de sortie : 28 août 2009

## Distribution
- Rajendra Prasad : Quick Gun Murugun
- Rambha : Mango Dolly
- Nassar : Rice Plate Reddy
- Raju Sundaram : Rowdy MBA
- Ashwin Mushran : Dr Django
- Anu Menon : Locket Lover
- Shanmugha Rajan : Gun Powder
- Vinay Pathak : Chitragupta
- Sandhya Mridul : un présentateur de télévision
- Ranvir Shorey
- Gaurav Kapoor
- Robin Gurung : cameraman
- Manjit Baba : The Dacoit

## Bande-sonore
| N° | Titre                                         | Paroles                                         | Production               | Chanteur(s)                                               | Durée |
| -- | --------------------------------------------- | ----------------------------------------------- | ------------------------ | --------------------------------------------------------- | ----- |
| 1  | Dialogue Mix                                  | Ankur Tewari                                    | Sagar Desai              | Acteurs du film                                           | 4:14  |
| 2  | Murugun Superstar                             | Raghu Dixit                                     | Raghu Dixit              | Raghu Dixit & Ranina Reddy                                | 2:53  |
| 3  | Mind It (Tamil Banghra)                       | Ankur Tewari                                    | Sagar Desai              | Mika                                                      | :     |
| 4  | Kyoon Keeda Hai Aapko                         | Ankur Tewari                                    | Sagar Desai              | Vijay Prakash                                             | :     |
| 5  | Ek Tha Murugun                                | Shellee                                         | Sagar Desai              | Vijay Prakash                                             | :     |
| 6  | Chat Mangi                                    | Ankur Tewari                                    | Chanson Classique Tamoul | Vijay Prakash                                             | :     |
| 7  | Kuchi Kuchi Twist                             | Ankur Tewari                                    | Chanson Classique Tamoul | Vijay Prakash & Hamska Iyer                               | 3:23  |
| 8  | Naam Mera Mango Dolly (Naan Daan Mango Dolly) |                                                 | Sagar Desai              | Geeta John                                                | 1:46  |
| 9  | Space Goddess (Chat Mangni Remix)             | Ankur Tewari                                    | Chanson Classique Tamoul | Vijay Prakash & Pratichee Mohapatra                       | :     |
| 10 | Mind It (Club Mix)                            | Ankur Tewari, MC Bobkat                         | Sagar Desai              | Mika & MC Bobkat                                          | :     |
| 11 | Aunties On The Dancefloor (Chat Mangni Remix) | Ankur Tewari                                    | Chanson Classique Tamoul | Vijay Prakash                                             | 3:30  |
| 12 | Ragamuffin Mix                                | Ankur Tewari, MC Bobkat, Rahul Sout Dandy Squad | Chanson Classique Tamoul | Vijay Prakash, Hamiska Iyer, MC Bobkat & Sout Dandy Squad | 03:24 |

## À noter
- Le personnage a fait irruption dans le film Om Shanti Om où Shah Rukh Khan fait un décollage, incluant les performances légendaire tamoule du grand Rajinikanth.
- Quick Gun Murugan a été présenté au Festival du film de Londres 2008[2], le Festival du cinéma indien de Los Angeles (en)  2009, le Festival du cinéma asiatique de New York (en) en 2009[3] et au Musée d'Art Moderne de New York pour l'exposition The New India en juin 2009[4].